# Казаков, Иван Филиппович (лётчик)
Ива́н Фили́ппович Казако́в (10 августа 1912, местечко Антополь, Брестский уезд, Гродненская губерния, Российская империя — 14 сентября 2005, Воронеж, Россия) — советский лётчик, участник Великой Отечественной войны, командир эскадрильи 572-го истребительного авиационного полка ПВО (102-я истребительная авиационная дивизия ПВО). Полковник (1960).

## Биография
Иван Филиппович Казаков родился в 1912 году в местечке Антополь Брестского уезда Гродненской губернии. Белорус.
Член КПСС с 1941 года. В РККА с 1931 года. Призван Эртильским РВК Воронежской области. В 1935 году окончил 14-ю Энгельсскую военную авиационную школу лётчиков.
Во время Великой Отечественной войны был в составе 572 истребительного авиационного полка ПВО с первых дней его формирования. Воевал под Воронежем, Ростовом-на-Дону, Сталинградом, Астраханью.
К лету 1942 года старший лейтенант Казаков имел на своем счету уже более 100 боевых и несколько сбитых самолётов врага и был назначен командиром эскадрильи 572 авиаполка ПВО.
10 октября 1942 года радиолокационные средства засекли западнее Дона немецкого воздушного разведчика, летевшего на восток на высоте 9-10 тысяч метров. В воздух были подняты две пары истребителей, одну из которых вёл Казаков. Первая пара под руководством командира 628 ИАП капитана Глущенко прекратила преследование — кончилось горючее. Из-за неисправности мотора ушёл на свой аэродром и ведомый Казакова. Израсходовав весь боезапас, командир эскадрильи принял решение идти на таран. Винтом своего Як-1 он отрубил хвостовое оперение немецкого Ju-88 в районе села Сероглазовка (Астраханская обл.), после чего «Юнкерс» рухнул на землю и сгорел. Советский самолёт также получил повреждения, но старший лейтенант Казаков сумел благополучно совершить посадку на своём аэродроме.
За этот подвиг Казаков был награждён Орденом Ленина.
Позднее воевал в 83-м гвардейском истребительном полку 2-й гвардейской Сталинградской истребительной дивизии ПВО Южного фронта заместителем командира, командиром 1-й эскадрильи.
В 1944 году — гвардии капитан.
В составе своего полка Иван Филиппович Казаков прошел до конца войны.
После войны продолжал службу в ВВС. С 22 апреля 1960 года полковник Казаков — в запасе.
До своей кончины жил в г. Воронеж.

## Награды
- Орден Ленина — награждён приказом ВС Сталинградского фронта №: 76/н от: 06.11.1942 года.[1]
- Два Ордена Красного знамени (1943[2], ?)
- Орден Отечественной войны 2 степени[3] — награждён приказом ВС Южного фронта №: 20/н от: 28.09.1944 года
- Орден Красной Звезды
- медаль «За оборону Сталинграда»